# Zbigniew Szczypiński (samorządowiec)
Zbigniew Szczypiński (ur. 15 października 1962 w Rogiedlach) – polski samorządowiec, dziennikarz i urzędnik, od 2024 wicewojewoda warmińsko-mazurski.

## Życiorys
Absolwent Wydziału Dziennikarstwa i Nauk Politycznych Uniwersytetu Warszawskiego. Kształcił się podyplomowo na Wydziale Nauk Ekonomicznych Uniwersytetu Warmińsko-Mazurskiego, uzyskał uprawnienia do zasiadania w radach nadzorczych spółek Skarbu Państwa. Na początku lat 90. pracował jako inspektor w Urzędzie Miasta i Gminy Biskupiec, pełnił funkcję dyrektora domu kultury tamże (1996–2001, 2003–2007). W latach 90. aktywny jako dziennikarz, pisał do „Gazety Biskupieckiej” i był redaktorem naczelnym „Naszej Gazety Mazurskiej”. Został członkiem rady nadzorczej i programowej Radia Olsztyn, koordynował także wojewódzką sieć punktów informacyjnych Funduszy Europejskich.
Zaangażował się w działalność polityczną w ramach Sojuszu Lewicy Demokratycznej. Został wiceprzewodniczącym rady wojewódzkiej oraz szefem powiatowych struktur SLD. Był asystentem wojewody warmińsko-mazurskiego Stanisława Szatkowskiego (2002–2003), kierował także biurem poselskim Marcina Kulaska (2019–2024).
Na początku lat 90. był członkiem rady sołeckiej wsi Kobułty, zasiadał także w radzie gminy Biskupiec (1994–1996). W latach 1999–2010, 2011–2014 oraz 2019–2024 zasiadał w radzie powiatu olsztyńskiego. Od 2011 do 2014 pozostawał członkiem zarządu tego powiatu. 9 stycznia 2024 powołany na stanowisko drugiego wicewojewody warmińsko-mazurskiego.